# Pedernal
Pedernal ist ein Musikalbum von Susan Alcorn. Die am 14. November 2019 in The Bunker Studio, Brooklyn, entstandenen Aufnahmen erschienen 2020 auf Relative Pitch Records.

## Hintergrund
Seit ihren Anfängen in den 1980er Jahren, in denen sie traditionellen Country & Western spielte, hat die Pedal-Steel-Gitarristin Susan Alcorn ihr musikalisches Terrain erheblich verzweigt und in den 2010er-Jahren kreative Partnerschaften in der freien Improvisations- und Avant-Jazz-Community geknüpft und mit einer Reihe angesehener Künstler zusammengearbeitet, zu denen Mary Halvorson, Ellery Eskelin, Michael Formanek, Nate Wooley, Joe McPhee und Ken Vandermark gehören, notierte Troy Dostert. Alcorn bildete 2919 ein Quintett mit der Gitarristin Mary Halvorson, dem Geiger Mark Feldman, dem Bassisten Michael Formanek und dem Schlagzeuger Ryan Sawyer.

## Titelliste
- Susan Alcorn Quintet – Pedernal (Relative Pitch Records – RPR1111)[2]

1. Pedernal 5:44
2. Circular Ruins 9:48
3. R.U.R. 6:03
4. Night In Gdansk 13:06
5. Northeast Rising Sun 7:14

Die Kompositionen stammen von Susan Alcorn.

## Rezeption
Nach Ansicht von Troy Dostert, der das Album in All About Jazz rezensierte, sei Alcorn mit ihrer erstaunlichen Vielseitigkeit in der Lage, schillernde Solo-Statements zu erschaffen oder eine nuancierte Atmosphäre zu erzeugen, was es ihr ermöglicht habe, zu einer Vielzahl von Projekten beizutragen. Aber es sei ermutigend zu hören, dass sie mit dem elliptischen und bezaubernden Album Pedernal zusätzliche Aufmerksamkeit als eigenständige Führungspersönlichkeit erhalte.

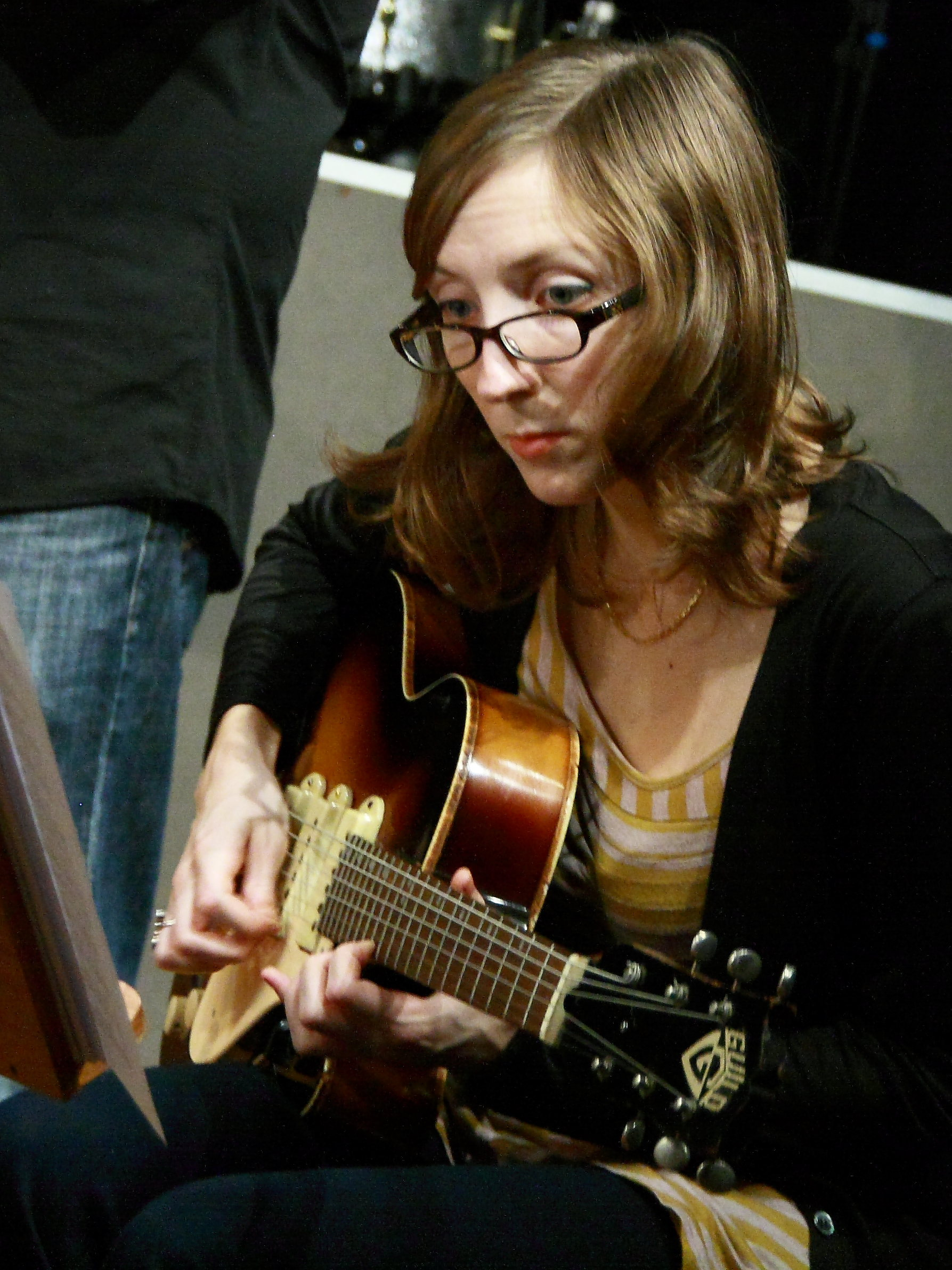
Mary Halvorson (2011)

Unterstützt von der Gitarristin Mary Halvorson, dem Geiger Mark Feldman, dem Bassisten Michael Formanek und dem Schlagzeuger Ryan Sawyer würde Susan Alcorn auf Pedernal Noise in das Konzept des „Hillbilly Jazz“ einbringen, hieß es in There Stands the Glass. Während ein Großteil des Albums dieser Pedal-Steel-Gitarristin den Kammerjazz eines Bill Frisell erweitere, würden die besten Abschnitte aus rauen urbanen Trips bestehen.
Zwar werde Susan Alcorn im Allgemeinen in die Kategorie „experimentell“ eingeordnet, doch könne man auf ihrem Album Pedernal das Melodische entdecken,  das sich über die Erwartungen der Avantgarde, die Geschichte ihres Instruments und das Jazz-Genre hinwegsetze, meinte Dave Cantor im Down Beat. Insbesondere der Geiger Mark Feldman trage zur entscheidenden Leichtigkeit bei, wie er in „R.U.R.“ in den Raum zwischen Alcorns schwankenden Tönen hinein- und wieder herausspringe. Dann gebe es aber auch das rein forschende „Circular Ruins“, bei dem das Quintett mit der Zeit abfahre und über die Saiten von Alcorn und Feldman gleite, um zu einer düsteren Schnittstelle zwischen Jazz, Klassik, Country und Improvisation zu gelangen. Wenn man höre, wie die Bandleaderin „Northeast Rising Sun“ herunterzähle und in ihre Melodie eintauche, könnte man beim Zuhören eine klassische Country-Melodie erwarten. Aber mit Halvorsons unangreifbarem Spiel verkörpere sich die ganze Bandbreite amerikanischer Musik perfekt, während Schlagzeuger Ryan Sawyer einen Puls hin und her mische und Formanek unbekümmert ein ausgeprägtes Gespür für Melodien zeige, das nur bei einem solch freudigen Treffen gleichgesinnter Mitspieler hätte entstehen können.